# Обруб (Брянская область)
Обруб — посёлок в Красногорском районе Брянской области России. Входит в состав Колюдовского сельского поселения.

## География
Посёлок находится в западной части Брянской области, в зоне хвойно-широколиственных лесов, в пределах восточной окраины Полесской низменности, на правом берегу реки Деревна, на расстоянии примерно 12 км (по прямой) к северо-западу от посёлка городского типа Красная Гора, административного центра района. Абсолютная высота — 148 м над уровнем моря.

### Климат
Климат характеризуется как умеренно континентальный. Среднегодовая многолетняя температура воздуха составляет 10 °С. Средняя температура воздуха самого тёплого месяца (июля) — 23,9 °C (абсолютный максимум — 32 °C); самого холодного (января) — −3,8 °C (абсолютный минимум — −25 °C). Безморозный период длится в среднем 170—190 дней. Среднегодовое количество атмосферных осадков составляет 550—600 мм.

### Часовой пояс
Посёлок Обруб, как и вся Брянская область, находится в часовой зоне МСК (московское время). Смещение применяемого времени относительно UTC составляет +3:00.

## Население
| 2010 | 2013 |
| ---- | ---- |
| 6    | ↘5   |

### Национальный состав
160 человек (1926), в национальной структуре населения русские составляли 100 % из 34 человек (2002).